# Cephalocyclus howdenorum
Cephalocyclus howdenorum är en skalbaggsart som beskrevs av Dellacasa, Dellacasa och Gordon 2007. Cephalocyclus howdenorum ingår i släktet Cephalocyclus och familjen Aphodiidae. Inga underarter finns listade.